# Соколище (Волынская область)
Соколище (укр. Соколище) — село в Сереховичевской сельской общине Ковельского района Волынской области Украины.
До 2020 года входило в Старовыжевский район.
Население по переписи 2001 года составляет 232 человека. Занимает площадь 1,261 км².